# گاستروستومی
گاستروستومی(به انگلیسی: Gastrostomy) به باز کردن یک راه جدید به معده از طریق جراحی گفته می‌شود. ایجاد این راه مصنوعی خارجی با هدف حمایت تغذیه‌ای یا کاهش حجم دستگاه گوارش انجام می‌شود.
به‌طور معمول عمل جراحی با یک برش در ناحیه اپی گاستر بیمار انجام می‌شود. ولی این عمل می‌تواند به صورت‌های دیگری همچون روش از طریق پوست زیر راهنمایی رادیولوژی یا گاستروستومی اندوسکوپیک زیر پوستی (PEG) انجام می‌شود.